# Vriesea declinata
Vriesea declinata är en gräsväxtart som beskrevs av Elton Martinez Carvalho Leme. Vriesea declinata ingår i släktet Vriesea och familjen Bromeliaceae. Inga underarter finns listade i Catalogue of Life.